# Csontkollekció
A Csontkollekció (Skeleton Crew) Stephen King második, 1985-ben megjelent novelláskötete az Éjszakai műszak (1978) után. Húsz történetet: egy kisregényt (A köd), tizenkilenc novellát, és két verset tartalmaz. Magyarul először Világnagy strand címen egy válogatás jelent meg a kötet novelláiból a Móra Ferenc Ifjúsági Könyvkiadónál a Galaktika Baráti Kör Könyvklub sorozatban, Németh Attila fordításában, 1991-ben. A gyűjtemény teljes egészében 2002-ben jelent meg először az Európa Könyvkiadónál, Müller Bernadett fordításában.

## Tartalom
- Bevezető (Introduction)
- A köd[M. 1] (The Mist)
- A tigris (Here There Be Tygers)
- A majom (The Monkey)
- Káin ébredése (Cain Rose Up)
- Mrs. Todd rövid útjai (Mrs. Todd's Shortcut)
- A Jaunt (The Jaunt)
- Talpalávaló (The Wedding Gig)
- Paranoid (Paranoid: A Chant)
- A tutaj (The Raft)
- Az Istenek szövegszerkesztője (Word Processor of the Gods)
- A férfi, aki nem fogott kezet (The Man Who Would Not Shake Hands)
- Világnagy strand (Beachworld)
- A Kaszás képe (The Reaper's Image)
- Nona (Nona)
- Owennek (For Owen)
- Túlélő típus (Survivor Type)
- Otto bácsi kocsija (Uncle Otto's Truck)
- Reggeli házhoz szállítás /A Tejesember 1/ (Morning Deliveries /Milkman #1/)
- Nagy hengerek, avagy a mosoda meséje /Tejesember 2/ (Big Wheels: A Tale of the Laundry Game /Milkman #2/)
- Nagyi (Gramma)
- A rugalmas golyó balladája (The Ballad of the Flexible Bullet)
- A szoros (The Reach)
- Jegyzetek (Notes)

## Magyar kiadás
- Világnagy strand; fordította: Németh Attila; Móra, Budapest, 1991
- Csontkollekció; fordította: Müller Bernadett; Európa, Budapest, 2002